# Życie Pi
Życie Pi – powieść Yanna Martela, po raz pierwszy wydana w 2001 roku (w Polsce w roku 2003 w przekładzie Zbigniewa Batki). W 2002 roku powieść została wyróżniona Nagrodą Bookera. Zekranizowana została w roku 2012.
Powieść opowiada o losach rozbitka Piscine „Pi” Patela i tygrysa Richarda Parkera, ocalałych z katastrofy statku i dryfujących przez 227 dni po wodach Pacyfiku.
Książka składa się ze 100 rozdziałów i podzielona jest na trzy części:
- Pierwsza przybliża dzieciństwo bohatera i daje zarys jego dorosłego życia.
- Druga jest opowieścią o 227 dniach dryfowania po Oceanie Spokojnym w szalupie ratunkowej, w której Pi znalazł się z ocalałymi ze statku zwierzętami: zebrą, hieną, orangutanem oraz tygrysem bengalskim - Richardem Parkerem. Instynkt drapieżcy hieny każe jej zabić zebrę oraz orangutana, natomiast ona sama ginie rozszarpana przez tygrysa. Pi twierdzi, że przeżycie siedmiu miesięcy tułaczki zawdzięcza towarzystwu wielkiego kota.
- Trzecia część jest historią ocalenia. Poznajemy również alternatywną opowieść na temat wydarzeń na morzu, sprowokowaną niedowierzaniem japońskich wysłanników armatora, badających przyczyny zatonięcia.